# Набіуллін Ельмір Рамілевич
Еміль Рамілевич Набіуллін (рос. Эльми́р Рами́левич Набиу́ллин, нар. 8 березня 1995, Казань, Росія) — російський футболіст, фланговий захисник клубу «Парі Нижній Новгород».

## Ігрова кар'єра
Еміль Набіуллін є вихованцем казанського футболу. Починав грати у «Рубіні» з молодіжних команд. У березні 2014 року він зіграв перший матч в основі у чемпіонаті країни. У лютому 2018 року Набіуллін перейшов до пітерського «Зеніта», підписавши з клубом контракт на чотири з половиною роки.
Та закріпитися в команді футболіст не зумів і через рік перебрався до «Сочі». У клубі Набіуллін провів два сезони, після чого як вільний агент перейшов до «Хімок».
У серпні 2022 року Набіуллін підписав дворічний контрат з клубом РПЛ «Парі Нижній Новгород».

### Збірна
З 2011 року Ельмір Набіуллін виступав за юнацькі збірні Росії. 31 березня 2015 року він провів свій поєдинок у складі національної збірної Росії.

## Досягнення
Зеніт
 Чемпіон Росії: 2018/19
Індивідуальні
- Кращий молодий футболіст Росії: 2014[7]